# Hiansen Vieira Franco
Hiansen Vieira Franco (* 21. Mai 1971 in Campestre, Minas Gerais) ist ein brasilianischer römisch-katholischer Geistlicher und Weihbischof in São Sebastião do Rio de Janeiro.

## Leben
Hiansen Vieira Franco studierte Philosophie an der Universidade São Francisco in São Paulo und Theologie am interdiözesanen theologischen Institut São José in Pouso Alegre. Nach weiterführenden Studien in Rom wurde er an der Päpstlichen Universität Gregoriana in Kirchengeschichte promoviert. Bischof José Geraldo Oliveira do Valle CSS spendete ihm am 26. April 2003 die Diakonenweihe und am 3. Januar 2004 das Sakrament der Priesterweihe für das Bistum Guaxupé.
Neben verschiedenen Aufgaben in der Pfarrseelsorge war er von 2005 bis 2007 Rektor des theologischen Seminars in Campestre. Außerdem war er Mitglied des Priesterrates. Von 2004 bis 2008 und erneut ab 2015 lehrte er Kirchengeschichte und Patrologie an der katholischen Fakultät von Pouso Alegre, deren stellvertretender Direktor er ab 2023 war. Bis zur Ernennung zum Weihbischof war er zudem Rektor des Diözesanseminars Santo Antônio.
Papst Franziskus ernannte ihn am 25. Februar 2025 zum Titularbischof von Tigava und zum Weihbischof in São Sebastião do Rio de Janeiro. Die Bischofsweihe spendete ihm der Bischof von Guaxupé, José de Lanza Neto, am 26. April desselben Jahres in der Kathedrale von Guaxupé. Mitkonsekratoren waren Antônio Luiz Catelan Ferreira, Weihbischof in São Sebastião do Rio de Janeiro, und Ricardo Hoepers, Weihbischof in Brasília.